# 滋賀県道298号常磐木音羽線
滋賀県道298号常磐木音羽線（しがけんどう298ごう ときわぎおとわせん）は、滋賀県高島市を通る一般県道である。

## 概要
高島市安曇川町常磐木から高島市音羽に至る。
バイパスが旧道の東側に走り、交わる部分もある。

### 路線データ
- 起点：高島市安曇川町常磐木（福井県道・滋賀県道23号小浜朽木高島線交点）
- 終点：高島市音羽（高島海洋センター前交差点、滋賀県道296号畑勝野線交点）
- 総延長：4.5 km

## 路線状況

### バイパス
- 高島市安曇川町常磐木
- 高島市安曇川町田中 - 八田川橋

### 道路施設

#### 橋梁
- 初池橋（青井川、高島市）
- 八田川橋（八田川、高島市）
- 野田橋（鴨川、高島市）
- 和田打川橋（和田打川、高島市）

## 地理

### 通過する自治体
- 高島市

### 交差する道路
| 交差する道路                         | 交差する場所   | 交差する場所                    |
| ------------------------------------ | -------------- | ------------------------------- |
| 福井県道・滋賀県道23号小浜朽木高島線 | 安曇川町常磐木 | 起点                            |
| 滋賀県道297号安曇川高島線            | 安曇川町田中   | 田中交差点                      |
| 滋賀県道295号市場野田鴨線            | 野田           |                                 |
| 滋賀県道296号畑勝野線                | 音羽           | 高島海洋センター前交差点 / 終点 |

### 沿線
- 高島市梅の木総合運動公園
- 三重生神社
- 福因寺
- 田中神社
- 安曇川電子工業
- 白山神社